# Wjatscheslaw Anatoljewitsch Akimow
Wjatscheslaw Anatoljewitsch Akimow (russisch Вячеслав Анатольевич Акимов; engl. Transkription Viacheslav Akimov; * 27. April 1990 in Tscheboksary, Tschuwaschische ASSR, Russische SFSR, Sowjetunion) ist ein ehemaliger russischer Biathlet.
Wjatscheslaw Akimow ist Student und lebt in Tscheboksary. Er wird von Anatoli Akimow trainiert. 2003 begann er mit dem Biathlonsport und gehört seit 2010 dem russischen Nationalkader an. Die Biathlon-Juniorenweltmeisterschaften 2010 in Torsby wurden zu seinen ersten internationalen Meisterschaften. Im Sprint belegte er Platz 19 und wurde 17. der Verfolgung. Es folgten die Biathlon-Europameisterschaften 2010 in Otepää, wo Akimow beim Junioreneinzel startete und bei zehn Fehlern 42. wurde. 2011 folgten die nächsten Juniorenweltmeisterschaften in Nové Město na Moravě. In Tschechien kam der Russe auf die Plätze 12 im Einzel, elf im Sprint und sechs in der Verfolgung. Erneut folgten die Europameisterschaften, 2011 in Ridnaun. Zunächst wurde er in den Juniorenrennen eingesetzt. Im Einzel verpasste er als Viertplatzierter gegen Iwan Krjukow noch eine Medaille. In Sprint und Verfolgung gewann er die Titel und wurde für die Staffel in die A-Mannschaft der Männer berufen. Mit Nikolai Jakuschow, Timofei Lapschin und Wiktor Wassiljew gewann er hinter der Vertretung Deutschlands die Silbermedaille.
Am 11. Juni 2015 heiratete er die Biathletin Tatjana Andrejewna Semjonowa, die seitdem als Tatjana Akimowa startet.
Im Mai 2018 gab er seinen Rücktritt vom aktiven Sport bekannt.